# Compsocradus givetianus
Compsocradus givetianus (Wang) Fu, Wang Y, Berry et Xu, 2011 es una especie de Pteridophyta perteneciente al orden Iridopteridales. Este vegetal de porte probablemente herbáceo es conocido a partir de sus restos fósiles datados entre el periodo Givetiense, del Devónico Medio de la Formación Hujiersite en Xinjiang, China. 

## Descripción
Los fósiles correspndientes a Compsocradus givetianus muestran a un vegetal con crecimiento pseudomonopodial con tres órdenes de ramificación, a diferencia de la otra especie conocida, Compsocradus laevigatus, que solo tiene dos. Se considera que el primero de ellos es con toda probabilidad el eje principal aunque es posible que existiera un eje mayor. En todos los órdenes de ramificación aparecen apéndices estérilies mientras que los apéndices fértiles aparecen únicamente en las ramificaciones de primer y de segundo orden, ausentes en las de tercer orden. El sistema radicular, los ápices de las ramificaciones y la organización interna del cilindro vascular no se han conservado en las muestras disponibles.
El considerado eje principal de Compsocradus givetianus, las ramificaciones de primer orden son tallos erectos de entre 3 y 6 mm de diámetro y 260 mm de longitud máximo en el ejemplar mejor conservado. La superficie de estos ejes es lisa, sin pilosidades ni espinas, y con estriaciones longitudinales. Este tallo se organiza en nudos y entrenudos, emergiendo en cada uno de los nudos entre 3 y 5 ramificaciones o apéndices laterales en diez posiciones posibles formando un verticilo de dos vueltas similar al observado en Rotoxylon.
Las ramificaciones secundarias emergen en un ángulo de entre 20 y 45 grados a partir de los entrenudos del tallo principal. Son más estrechas y cortas con entre 1,5 y 3 mm de diámetro y una longitud máxima conocida de 100 mm, con la epidermis lisa. Estas ramificaciones son rectas o levemente curvadas hacia el ápice del eje principal. 
En los ejes secundarios se encuentran inseradas tanto ramificaciones terciarias como apéndices estériles y fértiles en un patrón desconocido por lo fraccionario de los restos conocidos. Los ejes terciarios tienen un diámetro de entre 0,8 y 1,5 mm y una longitud conocida y portan únicamente apéndices estériles.
Los apéndices poseen ejes estrechos, que dicotomizan hasta cinco veces isótomamente en ángulo perpendicular. La compresión que los ejemplares sufrieron durante el proceso de fosilización muestra apéndices planares aunque parece ser que estos tuvieron una morfología tridimensional. Los apéndices estériles terminan en un par de tallos agudos curvados hacia el exterior mientras que los fértiles poseen un par de esporangios erectos en su extremo. Estos esporangios son fusiformes a ovales con un diámetro de entre 0,3 y 0,5 mm y una longitud de entre 1 y 2 mm. No se ha observado el mecanismo de dehiscencia que presentan y no se ha podido identificar ningún tipo de espora en ellos.

## Taxonomía
Compsocradus givetianus fue descrita originalmente como Ramophyton givetianum Wang, 2008 a partir de restos fósiles recuperados en la misma localidad. La aparición de nuevos restos más completos permitió la reubicación de la especie en el género Compsocradus por comparación con la diagnosis de la otra especie conocida Compsocradus levigatus.